# Reconhecimento de Jerusalém como capital de Israel pelos Estados Unidos

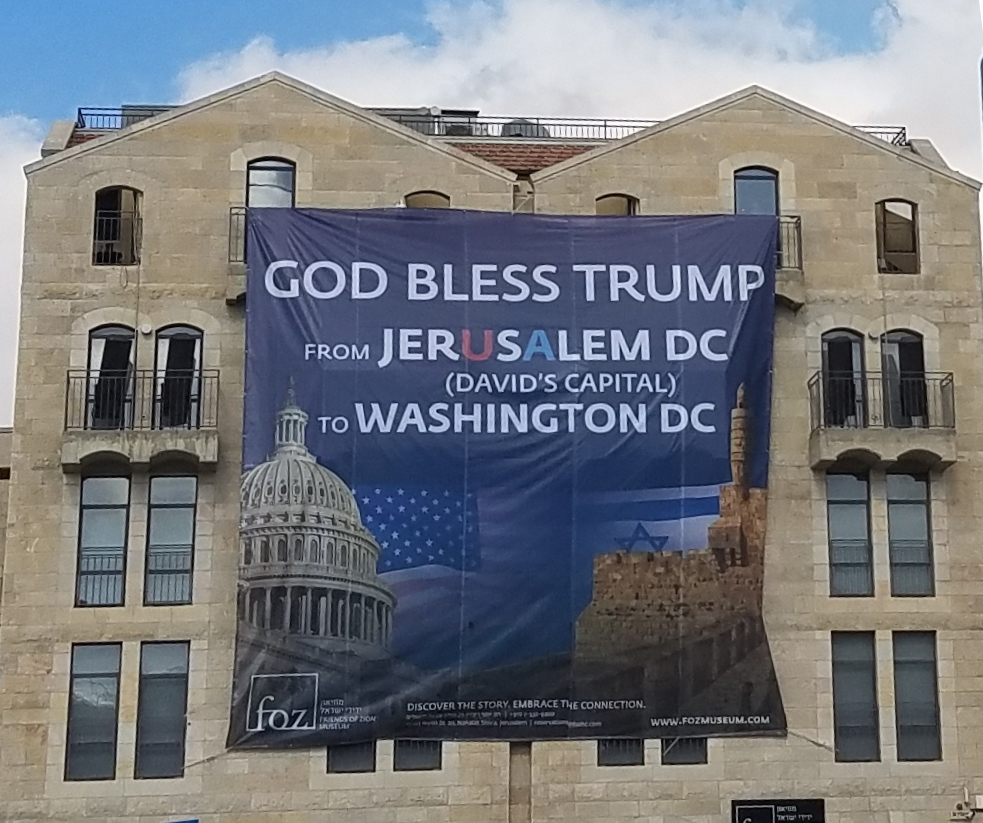
Cartaz na sede da Fundação The Friends of Zion, em Jerusalém, após o anúncio de Donald Trump.

Em 6 de dezembro de 2017, o Presidente dos Estados Unidos Donald Trump anunciou formalmente o reconhecer a cidade de Jerusalém como capital do Estado de Israel, revertendo o que vinha sendo afirmado nas últimas sete décadas de política externa estadunidense. Após o anúncio e sem mencionar publicamente, Trump também assinou a lei permitindo a realocação da embaixada estadunidense de Telavive para Jerusalém em até seis meses. A decisão causou divisões em todo o cenário diplomático mundial, tendo sido elogiada pelo Primeiro-ministro israelense Benjamin Netanyahu.
A medida foi recebida com críticas pela grande maioria dos líderes estrangeiros, incluindo o chefe do departamento diplomático da União Europeia. O Conselho de Segurança das Nações Unidas propôs uma moção condenando a decisão, que foi vetada pelos Estados Unidos mesmo após receber 14 votos. Posteriormente, a Assembleia Geral das Nações Unidas aprovou uma moção com 128 votos condenando "o tom do anúncio de Trump".
Na Faixa de Gaza, o anúncio foi recebido com acalorados protestos. Em 25 de dezembro de 2017, salafistas dispararam cerca de 30 foguetes contra Israel, sendo que alguns atingiram a cidade de Gaza, causando estragos em propriedades nas proximidades de Ashkelon e Sderot.

## Antecedentes

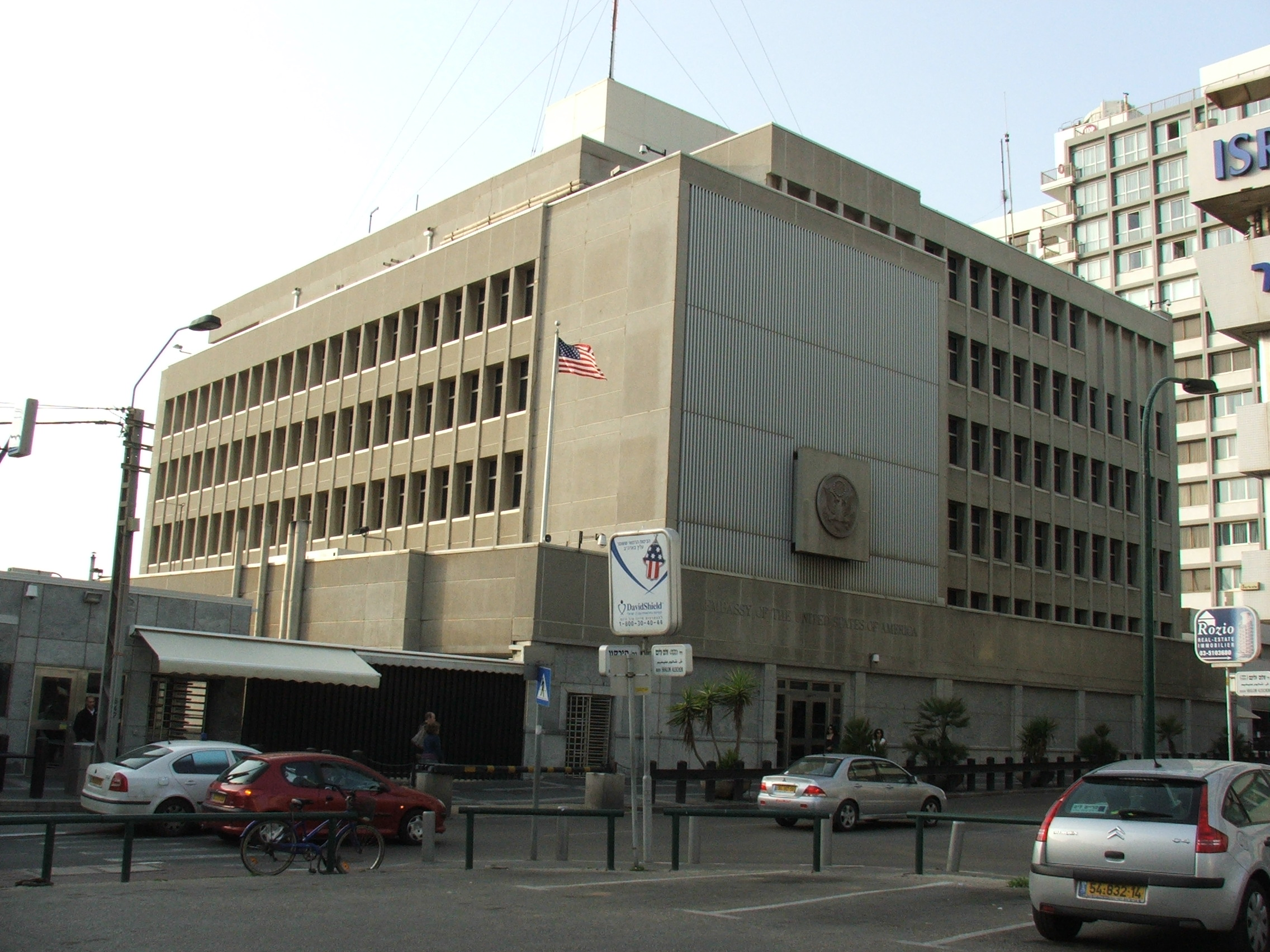
Embaixada dos Estados Unidos em Telavive, inaugurada em 1966

Os Estados Unidos reconheceram formalmente o Estado de Israel logo após sua fundação em 1949, recomendando porém o estabelecimento de um regime internacional para Jerusalém. Desta maneira, a condição oficial da cidade seria definida gradualmente através de negociações entre as duas partes. No mesmo ano, os Estados Unidos se opuseram à autodeclaração de Jerusalém como capital israelense e, em 1950, condenaram os planos da Jordânia de tornar a cidade sua capital. Após a Guerra dos Seis Dias, o governo estadunidense também se opôs à anexação de Jerusalém Oriental por Israel. Desde então, todas as presidências norte-americanas têm mantido a mesma posição sobre o conflito, apoiando negociações bilaterais ao invés de medidas que beneficiariam somente um dos lados, além de manter a embaixada em Telavive.
Durante a campanha presidencial de 1992, Bill Clinton expressou sua intenção em "apoiar Jerusalém como capital do Estado de Israel" e criticou George H. W. Bush por ter "desafiado constantemente a soberania de Israel sobre uma Jerusalém unificada". Contudo, visando a frutificação das negociações que culminaram nos Acordos de Oslo em 1993, Clinton não voltou a levantar a questão.
Em 1995, o Congresso dos Estados Unidos aprovou um ato sobre a situação da embaixada em Israel, segundo o qual "Jerusalém deveria ser reconhecida como capital do Estado de Israel". A lei também estipulava que a embaixada estadunidense deveria ser transferida para Jerusalém em até cinco anos após sua aprovação. Em contrapartida, Clinton rejeitou o ato e decretou adiamentos a cada seis meses para evitar a medida.
Durante a campanha presidencial de 2000, George W. Bush criticou Clinton por não efetivar a mudança da embaixada como havia prometido em sua eleição e afirmou iniciar o processo como uma das primeiras medidas de seu governo caso fosse eleito. Contudo, ao assumir o cargo, Bush passou a evitar a questão. Barack Obama também reconheceu Jerusalém como capital de Israel, mas nunca transferiu a embaixada para a cidade.

## Anúncio
Em 6 de dezembro de 2017, Donald Trump formalmente anunciou reconhecer Jerusalém como a capital de Israel e afirmou que a embaixada de seu país deveria ser transferida de Telavive logo em seguida. Em seu discurso, Trump não mencionou Jerusalém Oriental como capital da Palestina, mas esclareceu que seu reconhecimento não encerraria as negociações sobre as fronteiras de Israel. Trump explicitou seu apoio à permanência do status quo dos locais sagrados na Cidade Antiga. Após o anúncio, Trump assinou um adiamento da medida com prazo de seis meses. Em grande parte do discurso, Trump defendeu a importância histórica e religiosa da cidade:
| “ | Jerusalém não é somente o coração de três grandes religiões, mas também o coração de uma das mais bem-sucedidas democracias do mundo. Ao longo das últimas sete décadas, o povo israelense construiu um país onde judeus, muçulmanos e cristãos e pessoas de todas as crenças são livres para viver e adorar de acordo com sua consciência e de acordo com suas crenças. | ” |

Após o anúncio da Casa Branca, as embaixadas do país na Turquia, Jordânia, Alemanha e Reino Unido emitiram alertas para cidadãos estadunidenses viajando ou residindo nestes países. Os Estados Unidos também emitiram diversos alertas para seus cidadãos no exterior sobre a possibilidade de protestos violentos contra a medida. O consulado-geral em Jerusalém, por sua vez, restringiu o trânsito de funcionários entre as regiões da cidade. A embaixada estadunidense em Amã impediu que funcionários deixassem a região da capital.

### Departamento de Estado
O Secretário de Estado Rex Tillerson esclareceu que o anúncio presidencial "não indica qualquer conclusão sobre a condição de Jerusalém" e "foi muito claro que a condição final, incluindo suas fronteiras, deve ser deixada à negociação das duas partes." Em 8 de dezembro, porta-vozes do Departamento de Estado afirmaram que não haveria alterações práticas nas relações entre os dois países. Isto inclui a permanência de ignorar a menção ao país nos passaportes originários de Jerusalém. Segundo o Secretário Assistente David M. Satterfield "não há mudanças em nossa política com respeito à prática consular ou emissão de documentos, no momento." Quando questionada sobre o Muro das Lamentações, a porta-voz Heather Nauert afirmou: "Não estamos tomando nenhuma posição sobre as fronteiras. Estamos reconhecendo Jerusalém como capital de Israel".

### Reações internas
Antigos embaixadores
Dos onze embaixadores que os Estados Unidos enviaram à Israel ao longo da história, nove criticaram a decisão de Trump. Ogden R. Reid que liderou a embaixada em Israel de 1959 a 1961 (durante o governo de Dwight D. Eisenhower), concordou com a decisão. Edward S. Walker Jr., que serviu de 1997 a 1999 (durante a presidência de Clinton), afirmou se tratar "de uma questão sobre quais são as fronteiras do Estado de Israel e a condição final da Palestina".

## Reações no Oriente Médio

### Israel
Em 6 de dezembro, o Primeiro-ministro israelense Benjamin Netanyahu classificou o discurso de Trump como "um marco histórico" e elogiou sua "corajosa e justa" decisão. Em seu discurso, Netanyahu afirmou que "não há paz que não inclua Jerusalém como capital do Estado de Israel", acrescentando que a cidade têm sido "capital de Israel pelos últimos setenta anos". Posteriormente, o líder afirmou que ouviu críticas ao anúncio, mas não ouviu "nenhuma crítica ao lançamento de foguetes contra Israel nas horas seguintes".
A decisão da Casa Branca foi bem recebida pelos membros do Knesset, especialmente dos partidos Yesh Atid, Bayit Yehudi, Yisrael Beitenu, e Likud. Segundo Isaac Herzog, presidente do Partido Trabalhista, a decisão foi um "histórico ato de justiça" e a etapa seguinte seria "realizar a visão de dois Estados". Em contrapartida, Bezalel Smotrich do Bayit Yehudi declarou: "Por trinta anos, temos caído na sensação de que um Estado palestino é uma solução realista. Chegou o tempo de repensar as coisas."

### Autoridade Palestina e Hamas
Para autoridades terroristas palestinas, o anúncio desmoraliza os Estados Unidos nas conversações de paz. O primeiro-ministro Rami Hamdallah afirmou que a política de Trump "destrói o process de paz". Após o anúncio da Casa Branca, o líder da Autoridade Palestina Mahmoud Abbas declarou que os Estados Unidos estariam "abdicando de seu papel como mediador de paz". De igual modo, o Ministro do Exterior Riyad al-Maliki afirmou que o país não poderia mais atuar nas mediações do processo de paz a partir do momento em que assumiu um dos lados da disputa.

## Reação internacional
O reconhecimento de Jerusalém como capital israelense foi condenado pela grande maioria dos líderes estrangeiros. Entre os aliados dos Estados Unidos que rejeitaram a medida, encontram-se Reino Unido, Alemanha, Itália e França. O Papa Francisco também argumentou que o respeito internacional entre as nações alia-se ao "respeito ao status quo" da cidade. A República Popular da China alertou sobre "possíveis tensões" no Oriente Médio após as declarações de Trump.

### Nações Unidas
Em 7 de dezembro, o Conselho de Segurança das Nações Unidas realizou uma reunião emergencial, na qual 14 dos 15 membros condenaram a decisão da Casa Branca e classificaram-na como uma violação das resoluções anteriores e do direito internacional. Contudo, o órgão não sucedeu em aprovar uma resolução sobre a questão sem o apoio dos Estados Unidos, um dos Membros Permanentes. A reunião havia sido convocada por representantes de Bolívia, Egito, França, Itália, Reino Unido, Senegal, Suécia e Uruguai. Em resposta, a Representante Permanente dos Estados Unidos Nikki Haley descreveu as Nações Unidas como "um dos principais centros de hostilidades contra Israel".
Em 18 de dezembro, os Estados Unidos vetaram uma resolução conclamando a suspensão do reconhecimento de Jerusalém. Entretanto, em 21 de dezembro, a Assembleia Geral das Nações Unidas, votaram uma resolução condenando a decisão do governo estadunidense e alertando a diversas nações para não estabelecerem representações diplomáticas em Jerusalém. Nenhum dos membros da OTAN rejeitaram a resolução. 

### União Europeia
A Alta Representante para os Negócios Estrangeiros Federica Mogherini enfatizou que todos os governos membros da União Europeia mantinham a mesma postura sobre a questão de Jerusalém e reafirmou seu apoio à formação de um Estado palestino sediado em Jerusalém Oriental. Segundo Mogherini, as embaixadas não deveriam ser transferidas para Jerusalém enquanto a condição final da cidade não fosse negociada e destacou que a anexação de Jerusalém Oriental havia sido considerada uma violação do direito internacional sob a Resolução 478 do Conselho de Segurança das Nações Unidas.
No entanto, o anúncio de Trump foi bem-recebido por governos anti-islâmicos. O Presidente tcheco Miloš Zeman classificou como "covardia" a reação da União Europeia. Geert Wilders, líder do Partido para a Liberdade, declarou que "todos os países que amam a liberdade deveria mover sua embaixada para Jerusalém". Heinz-Christian Strache, líder do Partido da Liberdade da Áustria, também defendeu a transferência da embaixada austríaca para a cidade.

### China
A República Popular da China têm apoiado a criação de um Estado palestino com Jerusalém Oriental como sua capital e afirmou que sua posição mantém-se a mesma após o anúncio de Trump. Após os eventos, a imprensa estatal chinesa transmitiu longas horas de programação ressaltando a posição dos países europeus sobre a questão. Jornalistas também destacaram o risco de "instabilidade e incerteza" no Oriente Médio enquanto alguns analistas discutiram que uma eventual mudança da embaixada poderia levar Israel a concessões aos palestinos nas negociações futuras. A embaixada chinesa emitiu um alerta ao viajantes sobre a complexas garantias de segurança no país. 

### América Latina
No dia seguinte ao anúncio, o Ministro das Relações Exteriores Aloysio Nunes Ferreira publicou uma nota oficial assinalando que "o status final da cidade de Jerusalém deverá ser definido em negociações que assegurem o estabelecimento de dois estados vivendo em paz e segurança". Na nota, Nunes Ferreira ressalta ainda as relações que o Brasil mantém com a Palestina e com Israel.
Pouco antes de sua viagem à Istambul, o ditador venezuelano Nicolás Maduro definiu o anúncio como "ilegal, totalmente ilegal e diria até irracional. Uma verdadeira provocação, uma declaração de guerra ao povo árabe, ao povo islâmico".
Em 24 de dezembro, o presidente guatemalteco Jimmy Morales anunciou a transferência da embaixada de seu país para Jerusalém. A Guatemala havia sido um dos nove países a votarem a favor do anúncio de Trump na Assembleia Geral das Nações Unidas semanas antes.